# 브렛 킹
브렛 킹(Brett King, 1920년 12월 29일 ~ 1999년 1월 14일)은 미국의 배우, 텔레비전 배우, 영화배우이다.
팜비치에서 사망하였다. 사인은 백혈병이다.

## 영화
- 딜론 보안관 (1955년)
- 날으는 해병대 (1951년)
- 사이드 스트리트 (1950년)
- 배틀그라운드 (1949년)